# Thierry Futeu
Thierry Futeu (Duala, 23 de junio de 1995), conocido deportivamente como Titi Futeu, es un jugador hispano-camerunés de rugby que se desempeña como pilier, juega para el Niort Rugby Club de la Nationale 2 y es internacional absoluto con la selección española.

## Biografía

### Comienzos
Enamorado del oval desde los once años, Titi, no pudo dedicarse al rugby en Camerún. El país ocupa la 99.ª posición de un ranking mundial formado por 105 países y su tradición es nula en esta actividad. Al borde de la guerra civil pese a ser la mayor potencia económica de África Central, Titi decidió salir en busca de mejores perspectivas.
Jugó en su país hasta los 18 años, hasta que un amigo le convenció para ir a Marruecos a jugar al rugby. Allí, en teoría, podrían ganar dinero. Por ello, completó 5.000 kilómetros desde la ciudad de Duala hasta el país árabe cruzando Nigeria, Níger y Argelia durante mes y medio. Allí descubrió que todo era un engaño y le tocó buscarse la vida durante unos meses hasta que, el 28 de mayo de 2014, al tercer intento, consiguió saltar la valla de Melilla. Tras pasar un tiempo en la ciudad autónoma aprendiendo castellano, viajó hasta Málaga y allí, cogió un autobús con destino a Miraflores de la Sierra, en Madrid, donde fue acogido por la ONG "Movimiento por la Paz".
Sus primeros partidos en España fueron con el Atlético Custodians Madrid RL, un equipo formado por miembros de la Policía Nacional, cuerpo que le ayudó a jugar con ellos. Más tarde pasó al "Madrid Barbarians" de la primera regional madrileña, conjunto prácticamente copado por extranjeros en su misma situación y seguido, al CR Majadahonda. Allí, José Ignacio Inchausti, exseleccionador de seven, le vio jugar y rápidamente lo incluyó en el filial del Sanitas Alcobendas hasta que se ganó un puesto en el primer equipo. Pero no sólo dedicó su tiempo a la modalidad de rugby XV (la tradicional) sino que ya, mientras militaba en el CR Majadahonda, se incorporó a las filas del equipo de rugby 7 más laureado e internacional de España, el Wiss the Mama, donde obtuvo dos MVPs al mejor jugador en dos de los torneos disputados.

### Selección nacional
Tras hacerse pieza indispensable en el club madrileño y obtener el permiso de residencia, es convocado por el seleccionador nacional Santiago Santos para el partido entre España y Alemania. Entró en la lista de los 23 seleccionados para el partido disputado el 17 de marzo de 2019 en Colonia, donde debutó y España venció 10-33.